# Ctenosaura nolascensis
Espèce
Synonymes
- Ctenosaura hemilopha nolascensis Smith, 1972

Statut de conservation UICN

 VU D2 : Vulnérable
Ctenosaura nolascensis est une espèce de sauriens de la famille des Iguanidae.

## Répartition
Cette espèce est endémique de l'île de San Pedro Nolasco au Sonora au Mexique.

## Étymologie
Son nom d'espèce, composé de nolasc[o] et du suffixe latin -ensis, « qui vit dans, qui habite », lui a été donné en référence au lieu de sa découverte, l'île de San Pedro Nolasco.

## Publication originale
- Smith, 1972 : The sonoran subspecies of the lizard Ctenosaura hemilopha. Great Basin Naturalist, vol. 32, no 2, p. 104-111 (texte intégral).